# Hospital Familiar de Quirihue
El Hospital Comunitario de Salud Familiar de Quirihue, o simplemente Hospital de Quirihue es parte de la Red de Salud Ñuble, y recibe a los pacientes de la comunas de Cobquecura, Ninhue y Quirihue.

## Historia
En 1940 se inaugura el primer hospital comunitario de Quirihue, esto debido a que los hospitales de las ciudades cercanas como San Carlos y Chillán colapsaron con el terremoto de 1939. Es por esto que la comunidad se ve beneficiada con este nuevo hospital en la zona. Fue construido, en un inicio de madera, ambos pisos; sin embargo en 1975 culmina la construcción del actual edificio, a un costado del antiguo.
El 27 de febrero de 2010 el fuerte terremoto que sacudió al país originó graves daños en el hospital, siendo el más cercano al epicentro situada en la vecina Cobquecura, se estima que el 70% del hospital quedó con daños graves o derechamente destruido.